# Károlyi Pál
Károlyi Pál  (Budapest, 1934. június 9. – Szombathely, 2015. június 2.) Erkel Ferenc-díjas zeneszerző.

## Életpályája
Tehetségére gyermekkori szerzeményei alapján Szervánszky Endre figyelt fel. Az ő rábeszélésére kezdett a gimnáziumi érettségi után komolyabb zenei tanulmányokat a Bartók Béla Konzervatóriumban 1953-ban. Zeneszerzéstanára Szelényi István volt. 1956-ban lett a Zeneakadémia hallgatója. Előbb Viski János, majd Farkas Ferenc növendéke volt a zeneszerzés szakon 1962-ig.
1975-ig zongorát tanított a XI. kerületi zeneiskolában, a következő másfél évtizedben az Akadémiára készülőknek zeneszerzést és -elméletet. Szerzeményei számos külföldi fesztiválon hangzottak el. 1966-ban Stockholmban találkozott a stílusát hosszú időre meghatározó Bengt Hambraeus (1928–2000) svéd zeneszerzővel. Az 1980-as évek végén alkotói válságba került.
1990-ben a fővárosból a Vas megyei Nardára költözött. Újra komponálni kezdett, és zeneelméletet tanított a szombathelyi Berzsenyi Dániel Főiskolán. 1995-ben kapta meg a főiskolai tanári címet.
1968-ban rádiófelvétel készült első művéből, az Aucasin és Nicolete című ófrancia széphistóriából. Később nagyzenekari és kamaraműveket, orgonadarabokat és kórusműveket szerzett. 1991-ben zongoraversenyt, 1998-ban cimbalomversenyt írt. 2004-ben készült el egyik utolsó műve, a Stabat Mater (vegyeskarra és orgonára).
1962 és 1977 között Berlász Melinda zenetudós férje volt. 1978-ban újranősült. Két házasságából három gyermek született.

## Díjai
- A Magyar Köztársasági Érdemrend lovagkeresztje (2005)
- Erkel Ferenc-díj (2009)

## Főbb művei

### Vegyeskarra, szólóénekesekre és zenekarra
- Missa in memoriam diei 23. Octrobris (1956-1963)
- Aucasin és Nicolete (1961-1964) ófrancia széphistória oratorikus feldolgozása  (szövegét Tóth Árpád fordításából összeállította Károlyi Pál)
- Szerelmes párbeszéd – kantáta (1969-1971)
- Stabat Mater (1980) – vegyeskarra és zenekarra
- Psalmus in MMII (2002) – oratórikus mű

### Vegyeskarra és orgonára
- Stabat Mater (2004)

### Zenekari művei
- Symphonic Fragment (1969)
- Consolatio (1974)
- Epilogus (1974) (nőikarral)
- Sonata (2000)

### Vonószenekarra
- Kék Űr (1999)

### Versenyművek
- Monodia – gordonkára és vonós kamarazenekarra (1980)
- Zongoraverseny (1991)
- Cimbalomverseny (1998)

### Orgonaművek, orgonás kamarazene
- Triphtongus 1, 2, 3a kürttel, 3b hegedűvel (1968/1970/1975/1975)
- Marmor (1985)
- Passacaglia (1993)
- Preludium (1994)
- Besser Singen als Fluche  mélyhegedűvel (1995)
- Angelus Domini fuvolával (2001)
- Ave Maris Stella szoprán szólóval és fuvolával (2001)

### Kórusművek
- Kamarazene (Joyce) (1963) angolul is: Chamber Music
- Töredékek (Tóth Árpád) (1963)
- Ad Lydiam (Horatius latin) (1967)
- Évszakok (Weöres Sándor) gyermekkarra (1968)
- Mise 2 nőikarra (1969)
- Notturno 4 nőikarra (1974)
- Nisi Dominus (1993)
- Lukács-Passio szoprán, 2 bariton és tenor szólistákkal (1995)
- Te Deum (1997)
- A gyönyörűség dalainak kezdete – hegedű és zongorakísérettel (1999)
- Ave Maria orgonakísérettel (1999)
- Ave Maria (1999)

### Kamarazene
- II. Vonósnégyes (1970)
- Contorni fagottra és zongorára (1970)
- Rondo 2 cimbalomra (1975)
- Notturno 2 cimbalomra (1976)
- Triangulum hegedűre és zongorára (1999)

### Szólóhangszerre írt művek
(zongorára, fuvolára, cimbalomra)
- Equazioni zongorára (1973-76)

## Diszkográfia
LP-k
- CONSOLATIO   Szombathelyi Szimfonikus Zenekar, vez. Petró János EPILOGUS   Szombathelyi Szimfonikus Zenekar és a Liszt Ferenc Zeneművészeti Főiskola Kamarakórusa, karigazgató Párkai István, vez. Petró János  TRIPHTONGUS 3 a. Conclusio  Tarjáni Ferenc kürt, Lehotka Gábor orgona b. Constellatio  Rolla János hegedű, Lehotka Gábor orgona

HUNGAROTON SLPX 11969 (1979)
- II. VONÓSNÉGYES  KODÁLY QUARTET (Duska Károly, Szabó Tamás, Fias Gábor, Devich Sándor)

HUNGAROTON SLPX 11754 (1975)
- RONDÓ két cimbalomra Enzsöl Tünde és Szeverényi Ilona

HUNGAROTON SLPX 12064 (1980)
- SYNAESTHESIA női karra BUDAFOKI KAMARAKÓRUS  vez: Biller István

HUNGAROTON SLPX 12617 (1984)
- TRIPHTONGUS I.  WERNER JACOB  orgona

CHRISTOPHORUS SCK 70 350 (1974?)
- CONTORNI für Fagott und Klavier  ALEXANDER HASE és HEIDL HASE

WESTDEUTSCHER RUNDFUNK  KÖLN (Jugend musiziert, 1984)
CD-k
- A GYÖNYÖRŰSÉG DALAINAK KEZDETE (dal, vonósnégyessel) FALUSI ANIKÓ és Line Ildikó, Gaál Tamási Zsombor, Bányai Miklós, Szödényi Nagy Enikő

MAGYAR RÁDIÓ (Hommage to Bartók) (1995)
- AVE MARIA       BERZSENYI DÁNIEL FŐISKOLA VEGYESKARA  vez. VINCZEFFY ADRIENNE

JADA Bt. (A magyar egyházzene évszázadai V.) (2002)